# Willerich von Bremen
Willerich (auch Willeric, Wilrich, Wilderic; † 4. Mai 837) war der zweite Bischof von Bremen.  Manche Quellen betrachten ihn auch als den ersten, da sein 789 gestorbener Lehrer und Vorgänger, der angelsächsische Missionar Willehad, im Jahre 787 lediglich zum Missionsbischof im Raum Bremen geweiht worden war und das Bistum formal erst 805 errichtet wurde. In der Tat erwies sich die Stiftungsurkunde der Bistumsgründung von 788 später als eine Fälschung.
Willerich empfing die bischöflichen Weihen 804 oder 805. An der Stelle der von Willehad 789 auf der Düne an der Balge errichteten und schon 792 in den Sachsenkriegen niedergebrannten Holzkirche ließ er ab 805 eine einschiffige steinerne Kirche erbauen, die um 860 von Ansgar um zwei Seitenschiffe erweitert wurde. Reste dieser 1041 durch einen von einem Kleriker gesetzten Brand zerstörten Kirche wurden im Mittelschiff des heutigen Bremer Doms gefunden. Darüber hinaus ließ er in Bremen zwei Holzkirchen errichten, die Wilhadikapelle und eine dritte Kirche, die als die spätere Marktkirche Sankt Veit angesehen wird, zwischen Mitte des 12. Jahrhunderts und 1220 zur Kirche Unser Lieben Frauen umgewidmet.
Im Jahre 823 waren Willerich und Bischof Halitgar von Cambrai Begleiter des Erzbischofs und päpstlichen Legaten Ebo von Reims auf dessen erster Missionsreise nach Dänemark, die allerdings wenig Erfolg zeitigte. Kaiser Ludwig der Fromme und Erzbischof Ebo hatten sich Hoffnung gemacht, dass eine erfolgreiche Missionsarbeit in Dänemark die Herrschaft des dortigen Thronprätendenten Harald Klak, seit 814 Vasall Ludwigs, und damit den Einfluss des Frankenreichs jenseits seiner Nordgrenze stärken würde. Harald Klak ließ sich zwar 826 mit viel Pomp in Mainz taufen, wobei Kaiser Ludwig als Taufpate fungierte, wurde aber schon 827 endgültig aus Dänemark vertrieben. Die dänische Mission wurde erst nach 831 von Ansgar von Bremen wieder aufgenommen.
Willerich starb am 4. Mai 837 und wurde im Bremer Dom beigesetzt. Sein Nachfolger wurde Leuderich (Lüder).